# بوکسبرگ (بادن)
شهر بوکسبرگ در ایالت بادن-وورتمبرگ در کشور آلمان واقع شده است.